# Ильин, Алексей Михайлович
Алексей Михайлович Ильин (4 октября 1908, Курган — 1972, Новосибирск) — советский композитор, исследователь фольклора сибирских народов, сотрудник Новосибирского радио (1934—1957).

## Биография
Родился 4 октября 1908 гола в Кургане. После завершения в родном городе семилетней школы окончил Пермское художественное училище с музыкальным техникумом. В 1924 году переехал вместе с семьёй в Новосибирск. С 1928 по 1933 год обучался в Московской консерватории (класс А. А. Давиденко).
В 1934 году устроился музыкальным редактором на Новосибирском радио. В его обязанности входило музыкальное оформление литературно-драматических программ, симфонических выступлений, сложных композиций, оперных монтажей.
В 1935 году был приглашён администрацией Ойротской автономной области работать музыкальным руководителем и композитором в «Ойрот-театре».
В 1939 году направлен Всесоюзным радиокомитетом в Свердловский радиокомитет на место редактора музыкального вещания; одновременно с этой должностью преподавал в местном музыкальном училище.
В январе 1942  года отправился на фронт добровольцем. Служил пехотинцем в составе 480-го стрелкового полка 152-й стрелковой дивизии. Принимал участие в защите Мурманска. С весны 1943 года по распоряжению командования 3-го Украинского фронта нёс службу в качестве капельмейстера и руководителя ансамбля, с которым прошёл 1-й и 3-й Белорусские, а также 3-й Украинский фронты. Воевал за Варшаву, Берлин и Прагу.
После возвращения зимой 1946 года из армии некоторое время работал в Свердловске. В 1947 году снова получил приглашение сотрудничать с Новосибирским радиокомитетом. Кроме того, несколько лет занимал пост музыкального руководителя Первого Ойротского драматического театра, а в 1957—1958 годах — главного дирижера Горно-Алтайского музыкально-драматического театра. В 1958 году сформировал профессиональный ансамбль песни и танца Горного Алтая.

## Исследование фольклора и музыкальное творчество
Композитор интересовался фольклором народов Западной Сибири, для исследования которого совершал поездки в разные регионы: Томскую и Тюменскую области, Алтайский край, но более всего уделял внимание Горному Алтаю.
Деятельность музыканта в области песенного наследия алтайцев получила положительную оценку на IV пленуме правления Союза композиторов СССР (1951); в первую же очередь на этом мероприятии был отмечен его труд, посвящённый многолетнему изучению народного творчества алтайского народа. Тем не менее лишь малая часть работ Ильина прошла публикацию.
Музыкальные сочинения композитора в большинстве своём неоднократно транслировались по радио. В 1951 году в эфире Новосибирское радио прозвучала «Алтайская сюита», масштабная работа с участием оркестра народных инструментов и солистов. В 1967 году он на основе своих фольклорных знаний создал «Сибирскую сюиту» («Сюиту на сибирские темы»), десятичастное произведение из русских, алтайских и ханты-мансийских песен
и танцев.

## Награды
Медаль «За участие в боях и образцовое выполнение заданий командования».